# 판디온 2세
판디온 2세(Pandion II)는 고대 아테네의 왕이었다. 그리스 신화에서 판디온 2세는 아테네의 왕 케크롭스 2세와 그의 아내 메티아두사의 아들이었다.

## 생애
그는 그의 숙부 메티온의 아들들에 의해 아테네에서 추방되었다. 그들은 메티온을 왕좌에 올리려고 하였다. 판디온은 메가라로 달아나서 필라스의 딸 필리아와 결혼하였다. 후에 필라스는 마세니아로 스스로 떠났다. 왜냐하면 그는 그의 숙부 비아스를 살해하였기 때문이다. 필라스는 그 후 그의 사위가 메가라의 왕이 되게 주선하였다. 필리아는 그에게 네 아이를 낳아 주었는데 아에게우스 1세, 팔라스, 니소스와 리쿠스였다. 판디온이 메가라에서 죽을 때 니수스는 왕으로 그를 계승하였다. 
그의 사후 그의 다른 아들은 아테네로 돌아와서 메티온을 몰아내고 아에게우스를 왕좌에 두었다. 그러나 이 설은 연대를 설정한 다른 전승과 맞지 않는 오류가 있다.
| 전임 케크롭스 2세 | 제10대 아테나이의 왕 기원전 1307년 - 1282 BC. | 후임 메티온 또는 아에게우스 1세 |